# M8 (rocket)
M8 là một loại rocket có cỡ nòng 4,5 inch (114 mm) được Mỹ phát triển và trang bị trong chiến tranh thế giới 2. Đã có hàng triệu rocket được sản xuất. Loại rocket này được trang bị trên máy bay hoặc bắn từ các giàn phóng trên mặt đất, nó được thay thế bởi rocket M16 vào năm 1945.

## Phát triển
Những nghiên cứu đầu tiên tại Mỹ về rocket thuốc phóng rắn được tiến hành bởi Đại tá Leslie Skinner tại Aberdeen Proving Ground vào năm 1932. Lục quân Mỹ tỏ ra quan tâm hời hợt đến hệ thống vũ khí này, cho đến khi người Anh đưa ra hệ thống đạn rocket chống máy bay; cả hai quốc gia đã tham gia trao đổi thông tin nghiên cứu từ trước khi Mỹ tham gia chiến tranh thế giới 2.
Rocket M8 được phát triển bởi Ủy ban nghiên cứu quốc phòng (National Defense Research Committee) cùng với Cục nghiên cứu đạn dược Lục quân (Army Ordnance Department) từ đầu những năm 1940; at Picatinny Arsenal. Đặc tính kỹ thuật của rocket được thống nhất vào mùa hè năm 1941 sau khi xem xét mẫu rocket của Anh. Một vài tên lửa được sản xuất cho thử nghiệm tại Aberdeen vào mùa thu năm đó, sử dụng các vỏ bình chữa cháy cũ làm vỏ rocket, do đó nó có cỡ nòng là 4,5 inch. Nó được ổn định bằng cánh vây, nhưng sau đó cánh vây được cho là không hiệu quả do các tên lửa phóng từ mặt đất có vận tốc thấp.
Phiên bản rocket không đối đất được ưu tiên phát triển hơn, Không quân Mỹ đã đặt hàng 3.500 quả rocket, và hi vọng chúng có thể được đưa vào trang bị trước khi diễn ra Chiến dịch Bó đuốc, chiến dịch đổ bộ của Anh-Mỹ lên Bắc Phi vào tháng 10 năm 1942. Kết quả phóng thử nghiệm thành công rocket M8 từ máy bay chiến đấu Curtiss P-40E vào mùng 6/7/1942 đã dẫn tới đơn đặt hàng 600.000 đơn vị. Ban đầu các kỹ sư thiết kế một giàn phóng tên lửa có thể lắp trong khoang chứa bom của máy bay ném bom Douglas A-20, nhưng giàn phóng chưa bao giờ được triển khai thực tế do có nhiều vấn đề về chất đẩy rocket, ngòi nổ, và ống phóng rocket dưới cánh đã làm việc triển khai rocket bị trì hoãn.
Mã định danh sản xuất công nghiệp của phiên bản rocket dành cho Lục quân là M8; cùng với phiên bản cải tiến M8A3, được trang bị động cơ mạnh hơn, cùng với cánh vây lớn hơn, và phiên bản T22, cải tiến tăng độ tin cậy và tăng tính an toàn của rocket.

## Lịch sử tham chiến
Rocket bắt đầu được đưa vào trang bị vào năm 1943, dòng rocket M8 được biên chế trong Lục quân Mỹ, để đảm bảo bí mật nó được gọi là "barrage rocket". Tên lửa cũng được sử dụng rộng rãi bởi Lực lượng Không quân Lục quân Hoa Kỳ (United States Army Air Forces). Đã có hơn 2.500.000 rocket M8 thuộc tất cả các phiên bản được sản xuất cho đến cuối chiến tranh.

### Rocket đất đối đất
Quá trình trang bị và sử dụng rocket M8 trong Lục quân Mỹ đã cho thấy một số hạn chế về hiệu suất của rocket. Hệ thống cánh vây của các rocket được phóng từ giàn phóng mặt đất tỏ ra không hiệu quả do vận tốc của rocket thấp, làm giảm độ chính xác của rocket, mặc dù vậy, nó vẫn được coi là một vũ khí tấn công cường tập trên diện rộng hiệu quả. Do tên lửa không có độ chính xác cao, chúng được phóng từ các giàn phóng cỡ lớn, gồm 8 ống phóng (xylophone) hoặc 60 ống phóng (calliope), tạo ra mật độ rocket dày đặc để hủy diệt khu vực rộng lớn. Hệ thống phóng rocket T34 Calliope được lắp đặt trên nóc xe tăng M4 Sherman; sau khi phóng rocket, giàn phóng có thể tháo rời và loại bỏ, cho phép xe tăng Sherman vận hành như bình thường, trong khi giàn phóng "xylophone", còn gọi với mã hiệu T27, được mang trên các xe tải 2,5 tấn. Các giàn phóng với 120 ống phóng (ký hiệu T44), 144 ống phóng (T45) cũng được phát triển, dự định được trang bị cho các tàu đổ bộ (LST) và xe thiết giáp bánh lốp lội nước hạng nhẹ DUKW của Hải quân Mỹ. Các giàn phóng 14 ống phóng đơn và đôi cũng được phát triển.
Rocket M8 tỏ ra kém hiệu quả đối với các mục tiêu kiên cố; điều này dẫ đến việc phát triển rocket Super M8, với cánh vây lớn hơn, động cơ mạnh hơn và đầu nổ lớn hơn. Super M8 được đưa vào thử nghiệm vào cuối năm 1944 nhưng chưa kịp tham chiến trước khi chiến tranh kết thúc. M8 được thay thế bởi phiên bản rocket M16 tiên tiến hơn nhiều vào năm 1945.

### Rocket không đối đất

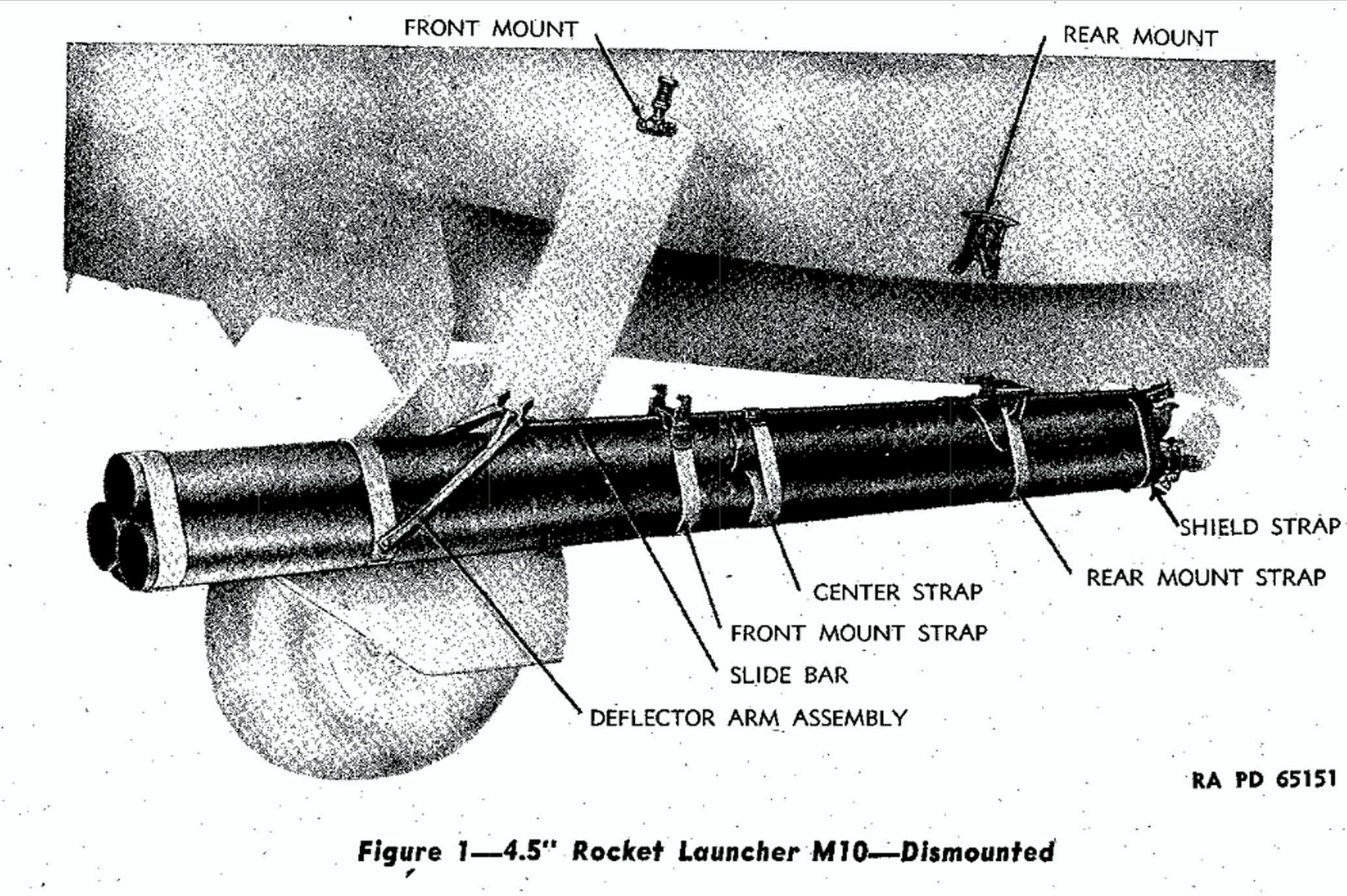
Giàn phóng rocket M10 gồm 3 ống phóng tên lửa M8 trên máy bay P-47.

Phương pháp phóng rocket M8 từ cánh của máy bay chiến đấu cuối cùng đã được giải quyết bằng việc phát triển một giàn phóng rocket M10 gồm ba ống làm bằng nhựa hoặc hợp kim. Tuy nhiên, việc sửa đổi phức tạp hơn nhiều so với các sửa đổi cần thiết để trang bị cho máy bay chiến đấu các loại đạn vận tốc cao HVAR cỡ nòng 5 in (130 mm) đang được Hải quân Mỹ phát triển, có hiệu quả cao hơn nhiều so với rocket M8. Rocket M8 chỉ có ưu thế hơn HVAR ở điểm số lượng đạn rocket M8 được sản xuất có sẵn nhiều hơn HVAR,. Rocket M8 được trang bị trên các máy bay Lockheed P-38 Lightning và Republic P-47 Thunderbolt của USAAF đóng tại Italy, Tây Bắc Âu, Đông Nam Á và Thái Bình Dương từ nửa sau năm 1944, trước khi dần dần được thay thế bởi HVAR. Tuy nhiên, rocket M8 không được trang bị trên các phi đội máy bay chiến đấu-ném bom của Mỹ ở châu Âu.

## Đặc tính kỹ thuật
|                                     | 5" HVAR Rocket                  | 4,5" M8 Type Rocket                                                                                  |
| ----------------------------------- | ------------------------------- | --- |
| Tổng trọng lượng                    | 140 pound (64 kg)               | 40 pound (18 kg)                                                                                     |
| Vận tốc tối đa                      | 1.300 foot trên giây (400 m/s)  | 865 foot trên giây (264 m/s)                                                                         |
| Trọng lượng thuốc nổ mạnh           | 7,8 pound (3,5 kg)              | 5,1 pound (2,3 kg) (M8A3), 4,3 pound (2,0 kg) (T22)                                                  |
| Độ chính xác tối đa                 | 1.000 thước Anh (910 m)         | 800 thước Anh (730 m)                                                                                |
| Độ xuyên giáp đối với giáp loại A   | 1,75 inch (44 mm)               | 1 inch (25 mm)                                                                                       |
| Độ xuyên phá bê tông kiên cố        | 3 foot (0,91 m)                 | 1 foot (0,30 m)                                                                                      |
| Dải nhiệt độ hoạt động              | 0 đến 120 °F (−18 đến 49 °C)    | −10 đến 105 °F (−23 đến 41 °C) (M8A3), −20 đến 120 °F (−29 đến 49 °C) (T22)                          |
| Trọng lượng giàn phóng trên máy bay | 15 pound (6,8 kg) (16 giá treo) | 196 pound (89 kg) (tổng cộng 6 tên lửa, từ 2 bệ phóng cụm ba ống M10 triple-tube cluster launchers). |

## Giàn phóng
M10giàn phóng gồm 3 ống phóng tên lửa, trang bị trên Lockheed P-38G Lightning và Republic P-47D Thunderbolt.
M12ống phóng rocket bằng nhựa dùng một lần, dài 1,2 m, nặng 24 kg. Có 2 chân chống phía trước và một chân trụ sau.
M12A1tương tự như M12.
M12E1ống phóng rocket sử dụng nhiều lần, làm từ magie, chân sau có thể điều chỉnh.
T27giàn phóng gồm 8 ống phóng tên lửa được gắn trên xe tải 2,5 tấn. Không có khả năng quay ngang nhưng có khả năng thay đổi góc tà từ -5° đến +45°.
T27E1giàn phóng 8 ống phóng rocket có khả năng chia nhỏ thành nhiều ống để vận chuyển.
T27E2giàn phóng gồm 24 ống phóng, chia thành 3 hàng, mỗi hàng 8 ống phóng.
T28giàn phóng gồm 24 ray phóng thép vuông thay cho ống phóng.
T34Giàn phóng rocket Calliope, chế tạo từ ván ép và có hai hàng mỗi hàng mười tám ống phóng ở trên và hai hàng mỗi hàng sáu ống phóng ở dưới. Giàn phóng được lắp lên xe tăng M4 Sherman. Giàn phóng có thể thực hiện được hai hoặc ba lần phóng loạt trước khi loại bỏ.
T34E1Một phiên bản của giàn phóng Calliope với hai hàng mỗi hàng 16 ống phóng kết hợp với 2 hàng mỗi hàng 7 ống phóng bên dưới. Giàn phóng này cũng được sử dụng trên xe tăng M4A1.
T34E2Một phiên bản của giàn phóng Calliope với ray phóng rocket thay vì ống phóng
T44Bệ phóng rocket cố định gồm 120 rocket, không có khả năng điều chỉnh tầm và hướng. Trang bị trên các xe thiết giáp bánh lốp lội nước DUKW hay tàu đổ bộ LVT.
T45Bệ phóng gồm 2x14 ống phóng trang bị trên xe tăng M24 Chaffee, LVT, và xe tải. Không có cơ cấu điều chỉnh ngang nhưng có khả năng thay đổi góc bắn từ -5° đến +35°.

## Thư viện ảnh

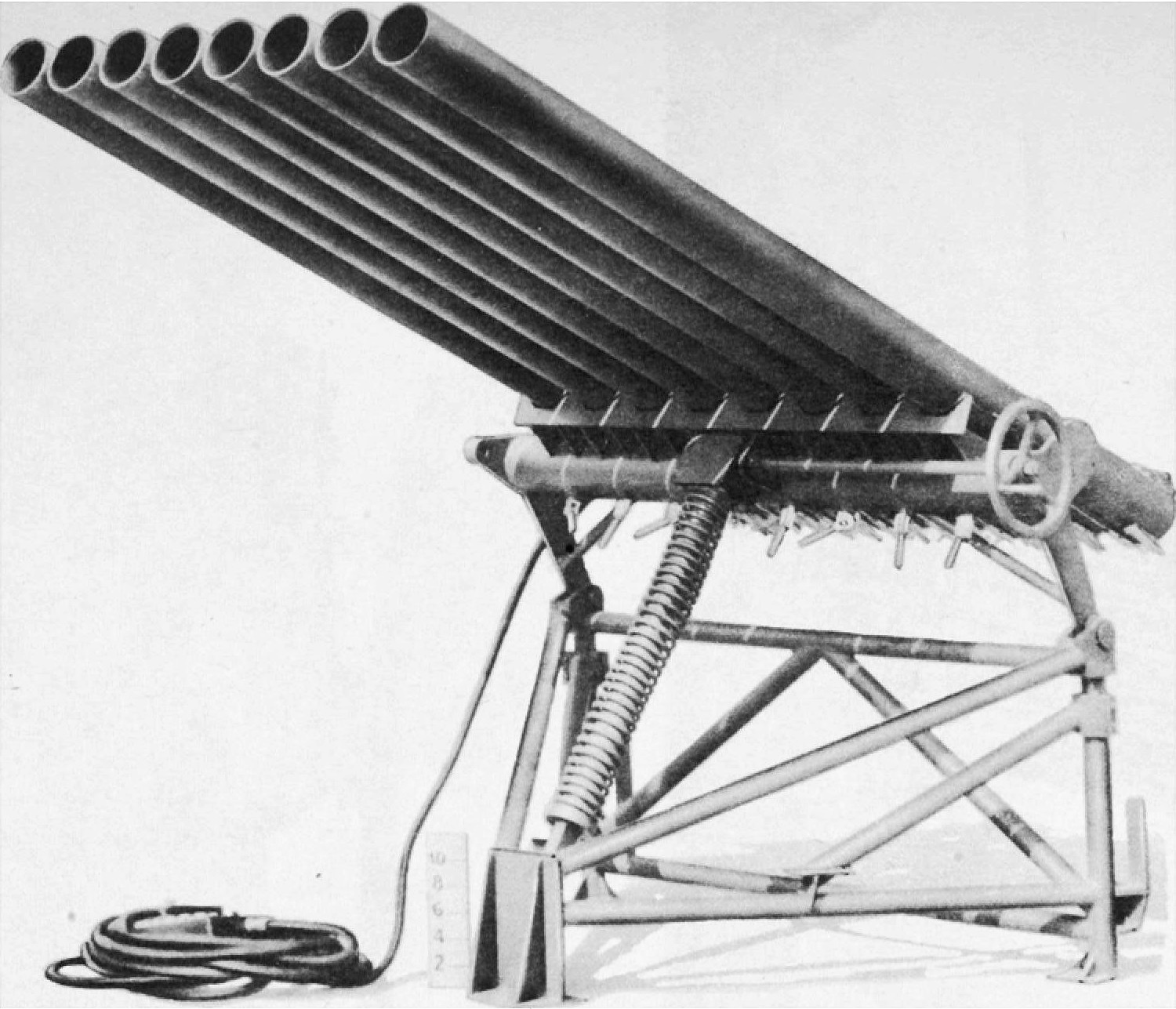
Giàn phóng rocket T27.
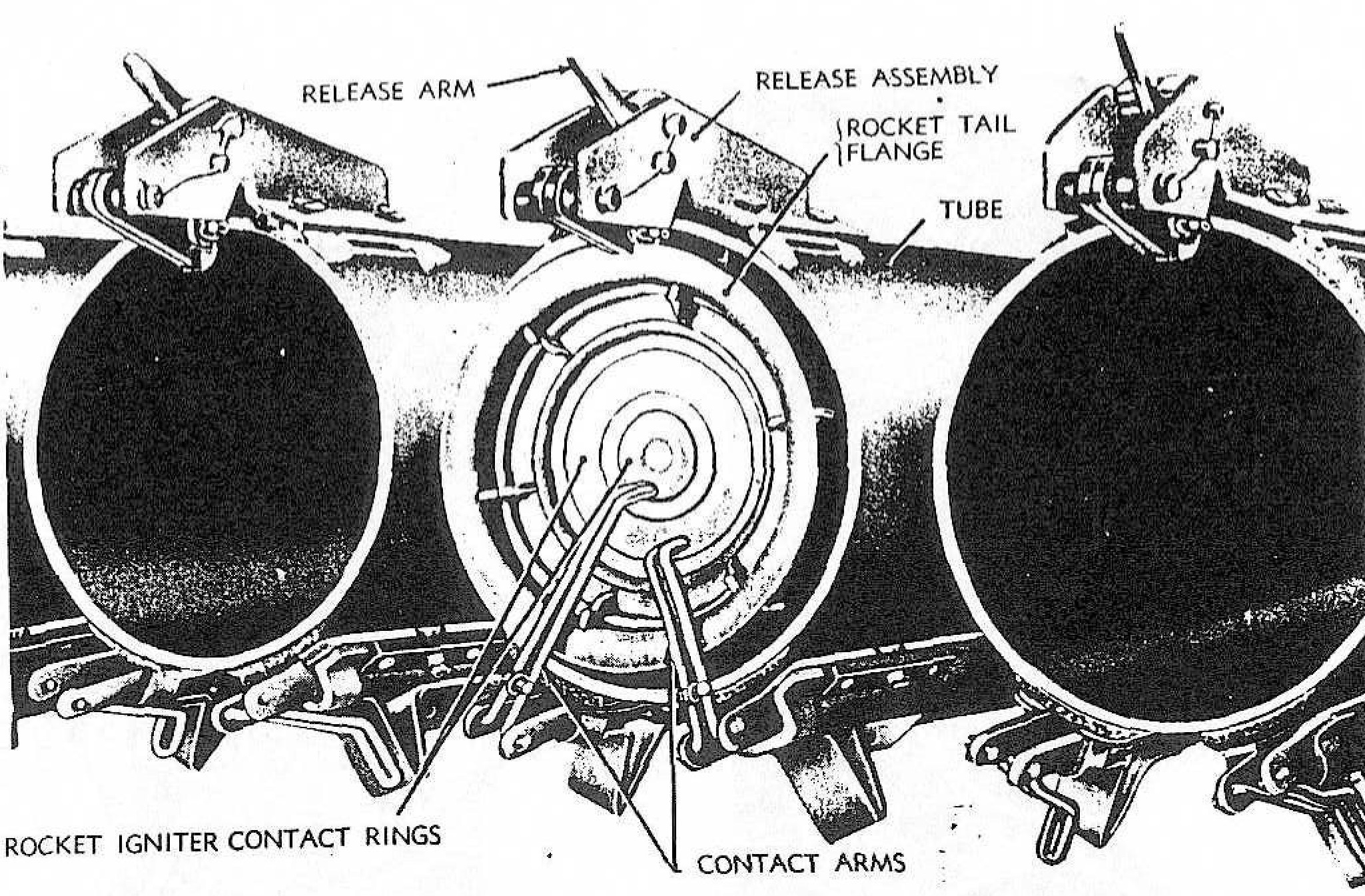
Giàn phóng rocket T27.
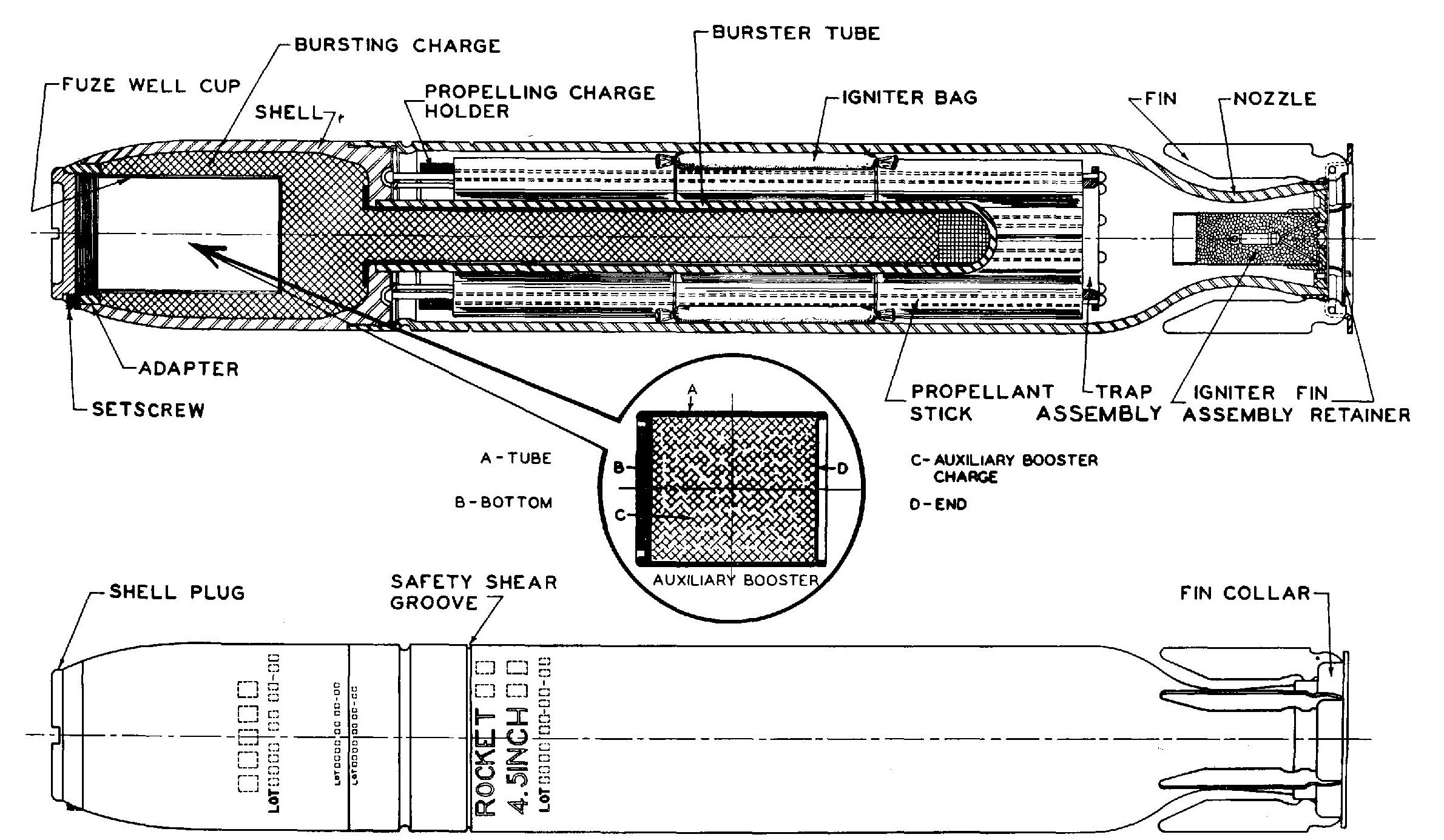
Sơ đồ rocket M8.
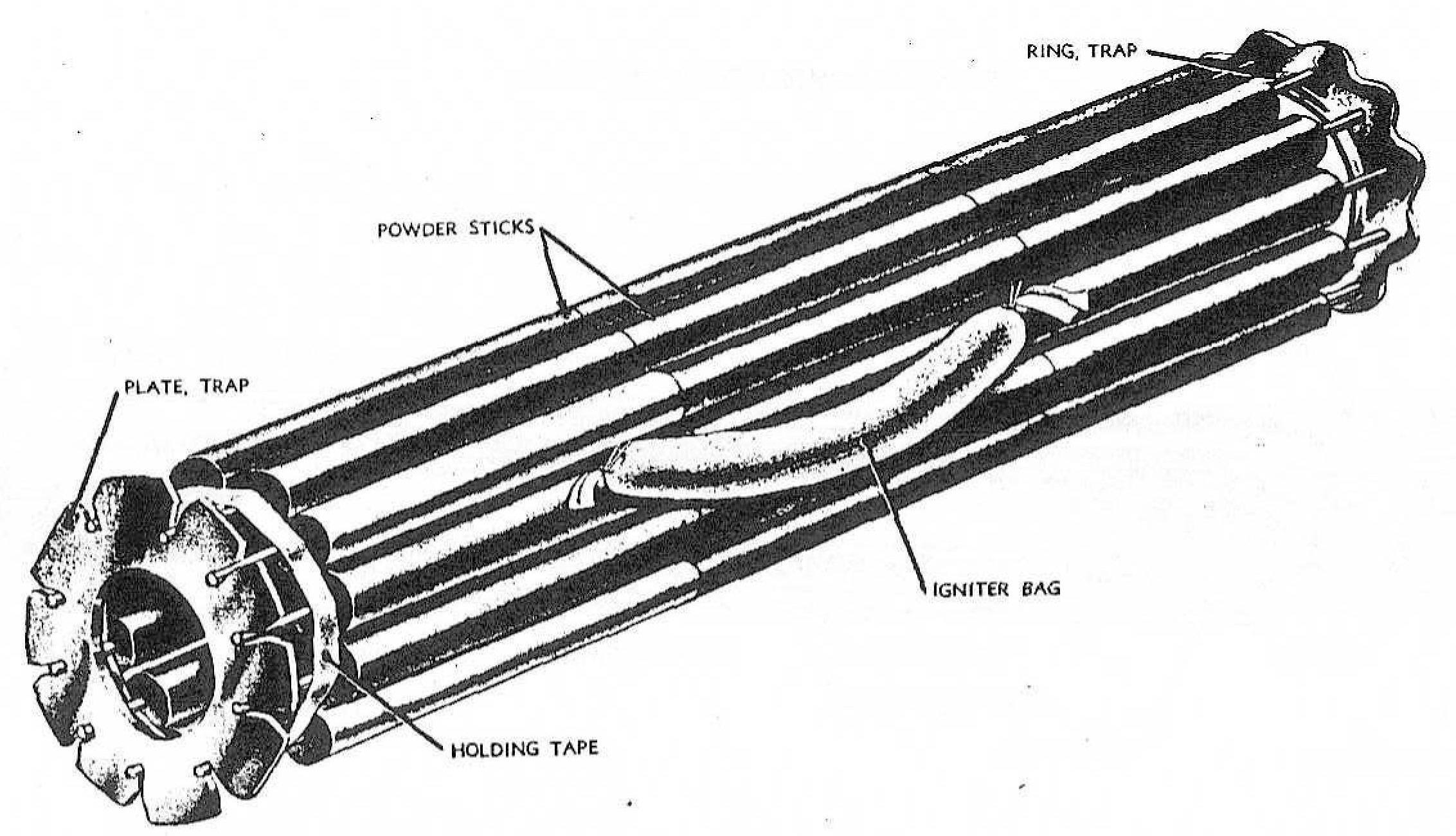
Sơ đồ động cơ rocket M8.
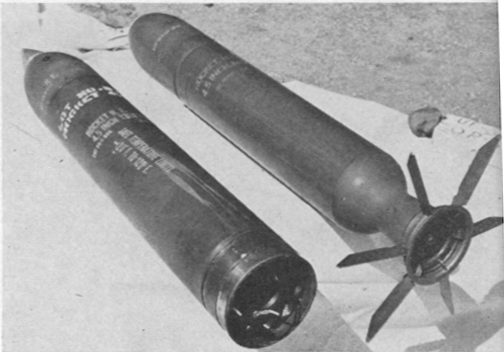
Rocket M16 và M8.

## Link ngoài
- 4.5 inch rocket in Smithsonian collection Lưu trữ ngày 3 tháng 4 năm 2011 tại Wayback Machine
- War Department Technical Manual 9-395 4.5" Aircraft Rocket Matériel
- War Department Technical Manual 9-394 4.5" Ground Rocket Matériel